# Басен (гавар)
Басен (арм. Բասեն, также Басьян, Басьянк, Басеан) — гавар в провинции Айрарат Великой Армении. Располагалась севернее верховьев реки Аракс.

## История
Согласно Мовсесу Хоренаци армянский царь Вагаршак (Валаршак) из потомков Хайка в долине Басена учреждает родовладычество, называемое Ордуни.

## Источник
- Т. Х. Акобян (1981). Историческая география Армении. Ереван, издательство «Митк» (арм.)